# Lac Abraou
Le lac Abraou (en russe : Абра́у ; d'un mot abkhaze qui signifie « gouffre ») est un lac karstique de Russie, le plus étendu du kraï de Krasnodar.

## Géographie
Il est situé à 84 mètres au-dessus du niveau de la mer dans le piémont ciscaucasien, à environ 14 kilomètres du port de Novorossiisk, sur la mer Noire. Ses dimensions sont d'environ 2 600 mètres de long et 600 mètres de large.
Au début du XXe siècle, sa profondeur maximale fut mesurée à 35 mètres ; actuellement, le point le plus profond est à 10 mètres. Le lac Abraou n'a pas d'émissaire. Le bassin du lac est une importante région viticole ; plusieurs exploitations sont situées autour du village d'Abraou-Diourso sur les berges du lac et produisent un vin pétillant renommé.